# Temey
Les Disques Temey (contraction de Tenenbaum-Meys) sont un label indépendant de musique français créé par Gérard Meys et Jean Ferrat en 1968.